# Bromus robustus
Bromus robustus är en gräsart som beskrevs av Hildemar Wolfgang Scholz. Bromus robustus ingår i släktet lostor, och familjen gräs. Inga underarter finns listade i Catalogue of Life.